# アスティ県

アスティ県
Provincia di Asti

アスティ県（アスティけん、イタリア語: Provincia di Asti）は、イタリア共和国ピエモンテ州に属する県の一つ。県都はアスティ。

## 地理

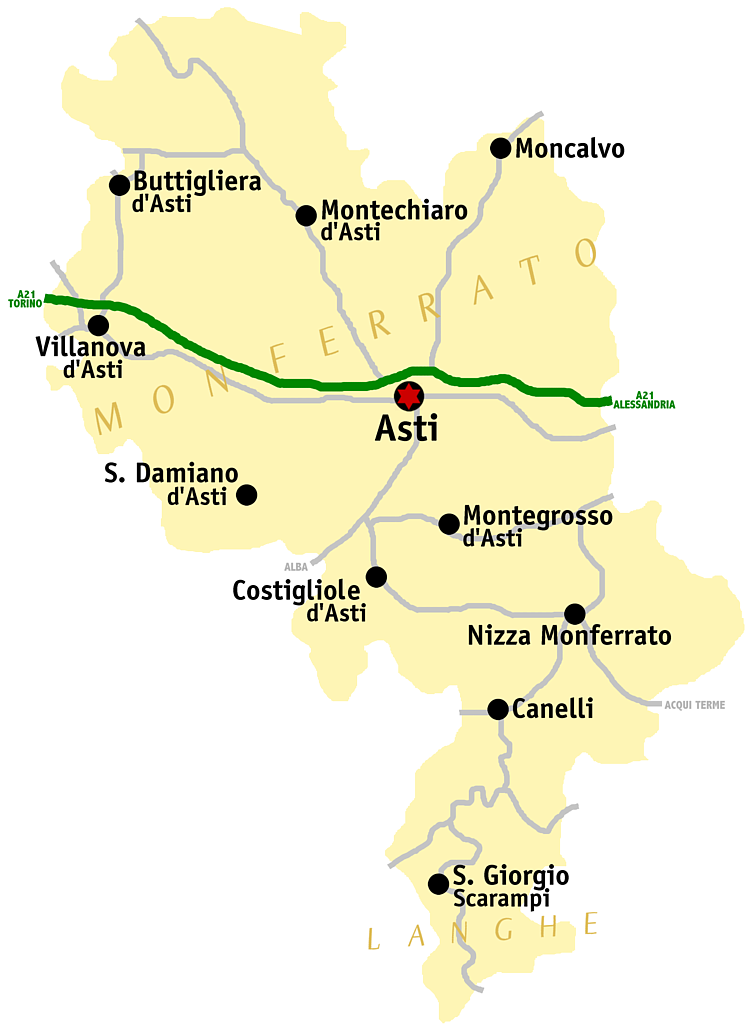
アスティ県概略図

### 位置・広がり
ピエモンテ州南部に位置する県で、モンフェッラート地方の一部にあたる。
| 隣接する県は以下の通り。 - アレッサンドリア県 - 東 - サヴォーナ県（リグーリア州） - 南 - クーネオ県 - 南西 - トリノ県 - 北西 |

### 主要な都市・集落
2001年の国勢調査に基づく居住地区（Località abitata）別人口統計によれば、人口3000人以上の都市・集落は以下の通り。
- アスティ - 58,893人
- カネッリ - 8,516人
- ニッツァ・モンフェッラート - 8,226人
- サン・ダミアーノ・ダスティ - 3,842人
- ヴィッラノーヴァ・ダスティ - 3,030人

- アスティ
- カネッリ
- ニッツァ・モンフェッラート

## 行政区画
アスティ県には2023年1月1日現在、117のコムーネが属する。
主要なコムーネ（上位10位）は下表の通り。左端の数字はISTATコードを示す。人口は2020年1月1日現在。
| コード | 自治体名                         | 人口   |
| ------ | -------------------------------- | ------ |
| 005005 | アスティ                         | 75,051 |
| 005080 | ニッツァ・モンフェッラート       | 10,285 |
| 005017 | カネッリ                         | 10,271 |
| 005097 | サン・ダミアーノ・ダスティ       | 8,095  |
| 005050 | コスティリオーレ・ダスティ       | 5,731  |
| 005118 | ヴィッラノーヴァ・ダスティ       | 5,553  |
| 005022 | カスタニョーレ・デッレ・ランツェ | 3,665  |
| 005031 | カステルヌオーヴォ・ドン・ボスコ | 3,115  |
| 005117 | ヴィッラフランカ・ダスティ       | 2,981  |
| 005069 | モンカルヴォ                     | 2,826  |

21世紀に入って以降、以下のコムーネ統廃合 (it:Fusione di comuni italiani) が行われている。
2023年発足
- モランセンゴ＝トネンゴ（モランセンゴ、トネンゴが合併）

## 歴史
アスティ県は、アレッサンドリア県を分割して、1935年に設立された。

## 経済・産業
イタリア・ピエモンテ州アスティ県では古代よりワインが特産品で、DOC以上のワインには以下のものがある。
- アスティ（Asti）：DOCG

使用するブドウをモスカート種を主とするワイン。微発泡（フリザンテ）の白ワイン。発泡のきついものをアスティ・スプマンテ（Asti Spumante）という。
- モスカート・ダスティ(Moscato d'Asti)：DOCG

モスカート種を主とするワインで北イタリア・ピエモンテ州のランゲ丘陵を中心とした一帯で作られる。アルコール度5～6度で甘口・微発泡のD.O.C.Gに格付けされる白ワイン。基本的には有名なアスティ・スプマンテと同類のワインだが、独特の芳香を活かすためアルコール発酵を低くおさえ、原料果汁の持ついきいきとした風味が一層芳しいワインに仕上がっている。甘みが日本のサイダー並にあるので、フレッシュ・フルーツや軽めのデザートとの相性は抜群に優れているが、食中酒にはほとんどの場合向いていない。モスカート種の葡萄は、他にトスカーナ地方モンタルチーノでは「モスカデッロ」として、またシチリア州の特にパンテッレリーア島では「ジッビッボ」として極めて優れたデザートワインの原料地葡萄となっている。
- バルベーラ・ダスティ（Barbera d'Asti）：DOCG

バルベーラ種を主とする赤ワイン。ランゲ丘陵を中心とした一帯で作られる。2008年にDOCからDOCG格付けとなった。
- ドルチェット・ダスティ（Dolcetto d'Asti）：DOC

ドルチェット種を主とする赤ワイン。名前と違ってドライ味。モンフェッラート地方のランゲ丘陵を中心とした一帯で作られる。
- フレイザ・ダスティ（Freisa d'Asti）：DOC

発泡性または微発泡性の赤ワインで、ドライと甘口とがある。イタリア王国の最初の国王ヴィットーリオ・エマヌエーレ2世に愛されたことが知られている。
- グリニョリーノ・ダスティ（Grignolino d'Asti）：DOC

古代より生産されるグリニョリーノ種のブドウ90%〜100%で作られる赤ワイン。青みがかったルビー色で、フルーティーな香りに白胡椒のアクセントがある。
- マルヴァジア・ディ・カソルツォ・ダスティ（Malvasia di Casorzo d'Asti）

## 人物

### 著名な出身者
- カルロ・アルベルト・カスティリャーノ（カスチリアノ） - 19世紀の数学者・物理学者。アスティ生まれ。
- ピエトロ・バドリオ - 19-20世紀の軍人・政治家。イタリア王国首相。グラッツァーノ生まれ。